# Beats International
I Beats International sono stati un gruppo musicale britannico, formatosi nel 1989 e composto da Norman Cook, Lindy Layton, Lester Noel, David John-Baptiste, MC Wildski e Andy Boucher.

## Storia
Il gruppo Beats International è stato fondato alla fine degli anni 80 da Norman Cook, dopo aver abbandonato gli Housemartins. Il loro album di debutto Let Them Eat Bingo è stato pubblicato nel 1990, ed ha raggiunto la 17ª posizione della Official Albums Chart e la 163ª della Billboard 200. Il primo singolo Dub Be Good to Me è divenuto una hit mondiale, piazzandosi in vetta alla Official Singles Chart ed entrando in numerose classifiche nel mondo. Sia l'album che il singolo sono stati certificati disco d'oro dalla BPI. Nella classifica britannica il gruppo ha piazzato altri cinque singoli, tra cui Won't Talk About It, arrivato al numero 9. Il secondo album Excursion on the Version, uscito nel 1991, non ha ripetuto il successo del precedente ed è stato il loro ultimo lavoro realizzato. Cook si è poi dedicato ai Freak Power.

## Discografia

### Album in studio
- 1990 – Let Them Eat Bingo
- 1991 – Excursion on the Version

### Singoli
- 1990 – Dub Be Good to Me
- 1990 – Won't Talk About It
- 1990 – Burundi Blues
- 1990 – For Spacious Lies
- 1991 – Echo Chamber
- 1991 – The Sun Doesn't Shine
- 1991 – In the Ghetto
- 1992 – Change Your Mind